# Léon Max
Léon Max war ein französischer Hersteller von Automobilen.

## Unternehmensgeschichte
Das Unternehmen aus Paris übernahm 1928 von der Compagnie Générale des Voitures à Paris die Produktionsrechte an einem Modell und begann mit der Produktion von Automobilen. Der Markenname lautete Léon Max. Im gleichen Jahr endete die Produktion bereits wieder.

## Fahrzeuge
Die Basis der Fahrzeuge bildete der Celtic, entworfen von Jacques Bignan. Für den Antrieb sorgte ein Vierzylindermotor.